# Provident Financial
Provident Financial s.r.o. je firma poskytující bezúčelové rychlé hotovostní i bezhotovostní půjčky. V České republice vznikla v roce 1997, ve velké Británii a severním Irsku má tradici již od roku 1880. Za 20 let působení na českém trhu firma získala přes milion zákazníků. V roce 2017 se ztráta společnosti pohybovala okolo 100 miliard liber.

## Historie
V České republice působí Provident od roku 1997. Nabízí hotovostní i bezhotovostní zápůjčky pro zájemce s nižším příjmem.

## Působení v jednotlivých zemích
Provident Financial působí jako samostatná firma ve Velké Británii a Severním Irsku od roku 1880.
International Personal Finance plc. se odštěpila od původního britského Providentu v roce 2007, kdy byly její akcie přijaty k obchodování na londýnské burze. IPF funguje mimo území Spojeného království, a to převážně na rozvíjejících se trzích v Evropě a ve Střední Americe.

## Ocenění a aktivity

### Indexu etického úvěrování
Provident Financial v roce 2012 i 2011 umístil na 1. místě Indexu etického úvěrování od neziskové organizace Člověk v tísni. Organizace Člověk v tísni nicméně srovnávala „zaběhnuté“ nebankovní instituce s predátorskými úvěry a v podstatě jen vyzdvihovala srozumitelnost podmínek než podstatu produktu. Člověk v tísni dále konstatoval, že „v žádném případě nechce lidem doporučovat další zadlužování a to ani prostřednictvím transparentního produktu“.

### Audit rovných příležitostí
V roce 2009 firma získala Audit rovných příležitostí od Gender Studies. Znamená to, že zde nedochází k žádné diskriminaci, ať už mzdové, věkové nebo rasové. Audit má platnost dva roky, v roce 2012 ho Provident úspěšně obhájil.

### Společenská odpovědnost
Společnost Provident Financial je sociálně odpovědná. V nezávislém hodnocení „Top odpovědná firma“, které dlouhodobě provádí společnost Byznys pro společnost, o.s., a kterým oceňuje firemní CSR strategie a projekty, v roce 2016 obhájila 3. místo v kategorii „Nejštědřejší firemní dárce“. Finanční prostředky Provident rozděluje zejména přes svoji grantovou stránku Pomáháme s Providentem.
Provident podpořil tyto dobročinné projekty:
- Abeceda rodinných financí (finanční vzdělávání)
- Podepsat můžeš, přečíst musíš (finanční vzdělávání)
- Suchopýr o.p.s (obnova krajiny, ochrana přírody)
- Létání bez bariér (charitativní projekt pro handicapované)
- Kaprálův mlýn (středisko ekologické výchovy)

## Kritika a hodnocení
Počátky Providentu na českém trhu byly provázeny kritikou médií za přehnaně vysokou cenu půjčených peněz. Firma na to reagovala otevřenou informační politikou, zrušením rozhodčích doložek a zavedením lacinějších bezhotovostních půjček. Navigátor bezpečného úvěru (Projekt Univerzity Karlovy a poradenské společnosti EEIP, financovaný Grantovou agenturou ČR a firmou Home Credit) firmu po jejím vstupu do úvěrového registru NRKI zařadil mezi bezpečné věřitele. V roce 2015 se firma stala partnerem Evropské komise pro vzdělávací kampaň o právech spotřebitelů.